# Царибродский партизанский отряд
Царибродский партизанский отряд имени воеводы Момчила (болг. Царибродски партизански отряд „Момчил войвода“) — подразделение Народно-освободительной повстанческой армии Болгарии, входившее в состав 1-й Софийской повстанческой оперативной зоны. Действовал во время Второй мировой войны в районах городов Цариброд и Фердинанд.

## История
Отряд был образован 31 мая 1944 года в местности Куиловац, недалеко от местечка Славиня (городское поселение Пирот, Западные окраины). Отряд обеспечивал связь между НОПА Болгарии и НОАЮ на югославо-болгарской границе. Ядро отряда составляли партизаны из Царибродского района, ранее служившие в Трынском партизанском отряде и 2-й Софийской народно-освободительной бригаде. Командирами отряда были Крум Миланов и Тодор Гогов, политическим комиссаром — Васил Георгиев. Первоначально в отряд входило две роты, позже — три; третью роту составляли дезертиры из гарнизона Пирота. Отряд носил имя в честь болгарского воеводы Момчила.
Отряд участвовал в акциях в деревнях Чипровци, Комщица и Чиниглавци. Вместе с партизанским отрядом имени Христо Михайлова участвовали в боях за Горни-Лом, действовали совместно с Пиротским партизанским отрядом.
9 сентября 1944 года участвовал в установлении власти Отечественного фронта в Цариброде.
В историографии и мемуаристике ведутся споры о том, частью какого движения был партизанский отряд — югославского или болгарского. Известно, что после 1945 года (в том числе по причине резолюции Коминформбюро от 1948 года) значительная часть партизан осталась жить в Болгарии.